# Enfant terrible (uitdrukking)
Enfant terrible is een van oorsprong Franse uitdrukking, die letterlijk vertaald "verschrikkelijk kind" betekent en in die letterlijke betekenis als aanduiding geldt voor een kind dat zijn ouders in verlegenheid brengt door ontijdig geplaatste gênante opmerkingen of ongepaste handelingen.
In het Nederlands wordt de uitdrukking vooral gebruikt als aanduiding voor een persoon die door onverantwoordelijke opmerkingen of onaangepast gedrag de belangen van anderen in gevaar brengt. De uitdrukking wordt ook, soms in mild ironische zin, gebruikt om een tegendraads of onconventioneel persoon binnen een groep aan te duiden. Er wordt dan gezegd: "Hij is/was het enfant terrible van ..."